# Krzysztof Karpiński (piłkarz)
Krzysztof Karpiński (ur. 16 października 1953, zm. 28 lipca 2021 we Wrocławiu) – polski piłkarz grający na pozycji obrońcy, mistrz Polski w barwach Śląska Wrocław (1977).
Początkowo grał w MKS Calisia Kalisz, w sezonie 1974/1975 trafił do Wrocławia. W latach 1975–1979 był zawodnikiem Śląska Wrocław, dla którego zagrał w 81 spotkaniach w ekstraklasie, zdobywając Puchar Polski w 1976, mistrzostwo Polski w 1977 i wicemistrzostwo Polski w 1978. W sezonie 1979/1980 występował w beniaminku II ligi PKS Odra Wrocław, jego zespół zajął jednak ostatnie miejsce w tych rozgrywkach. Następnie grał m.in. w Pafawagu Wrocław.
Pochowany na Cmentarzu Grabiszyńskim.